# Garrett Sim
Garrett Timothy Sim (Anderson, 28 ottobre 1988) è un cestista statunitense.